# فینال جام جهانی فوتبال ۲۰۳۰
فینال جام جهانی فوتبال ۲۰۳۰، مسابقه نهایی جام جهانی فوتبال ۲۰۳۰، بیست و چهارمین دوره رقابت‌های برتر تیم‌های ملی فوتبال مردان است که توسط فیفا برگزار می‌شود. این مسابقه قرار است در ورزشگاه سانتیاگو برنابئو در شهر مادرید پایتخت اسپانیا، در سال ۲۰۳۰ برگزار شود.